# Guiglia schauinslandi
Guiglia schauinslandi är en stekelart som först beskrevs av William Harris Ashmead 1903.  Guiglia schauinslandi ingår som enda art i släktet Guiglia och familjen parasitväxtsteklar. Inga underarter finns listade i Catalogue of Life.